# 山西异蕊芥
山西异蕊芥（学名：Dimorphostemon shanxiensis），为十字花科异蕊芥属下的一个植物种。